# カンタ カナリート 〜風よりもかろやかに〜
「カンタ カナリート 〜風よりもかろやかに〜」（カンタ カナリート かぜよりもかろやかに）は、イタリアの楽曲『Canta Canarito』を日本語に翻訳した作品。1972年4月にNHKの『みんなのうた』で紹介された。
- 原詞（イタリア語）：ダンテ・パンツーティ（ダンパ、it:Danpa）　／　訳詞：片岡輝
- 作曲：ヴィルジリオ・パンツーティ　／編曲：横山菁児
- 歌（日本語版）：ザ・ピーナッツ

## 概要
イタリア語のオリジナル版は、ルチア・アルティエリ (it:Lucia Altieri) やニッラ・ピッツィ (it:Nilla Pizzi)といった歌手によって歌唱されている。
日本語カバー版の通称は「カンタ カナリート」。カナリアの美しい歌声で春や人の愛を爽やかに歌った楽曲。ザ・ピーナッツは『みんなのうた』草創期に歌を歌っており、本曲は1963年8月紹介の『木曽節』以来9年ぶりの出演となったが、この2年後の1975年に引退したため、これが最後の『みんなのうた』出演となった。
再放送やDVD化はされていないが、ザ・ピーナッツがキングレコード所属であったため、キング発売の『みんなのうた』関連のレコードやCDには、ザ・ピーナッツの歌で収録されている。また2004年にキングから発売された『ザ・ピーナッツ メモリーズBOX』にも収録されている。